# Nola confusalis
The Least Black Arches (Nola confusalis) là một loài bướm đêm thuộc họ Nolidae. Nó được tìm thấy ở hầu hết châu Âu, phía đông đến miền đông châu Á và Nhật Bản.
Sải cánh dài 16–18 mm. Con trưởng thành bay từ giữa tháng 4 đến giữa tháng 6 làm một đợt in miền tây Europe.
The larvae mainly feed nhiều loại cây rụng là và bụi, bao gồm Tilia và Quercus ilex.

## Hình ảnh

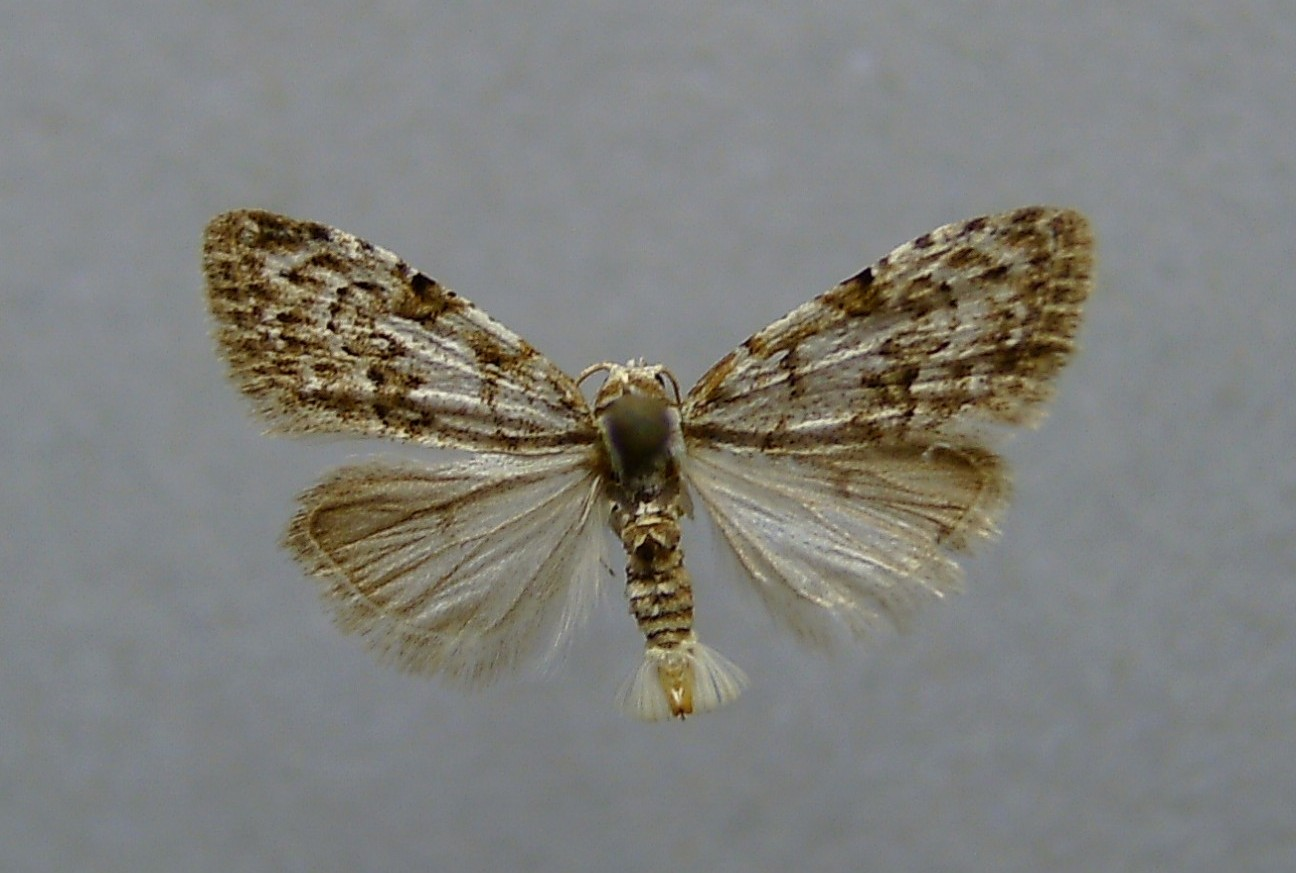
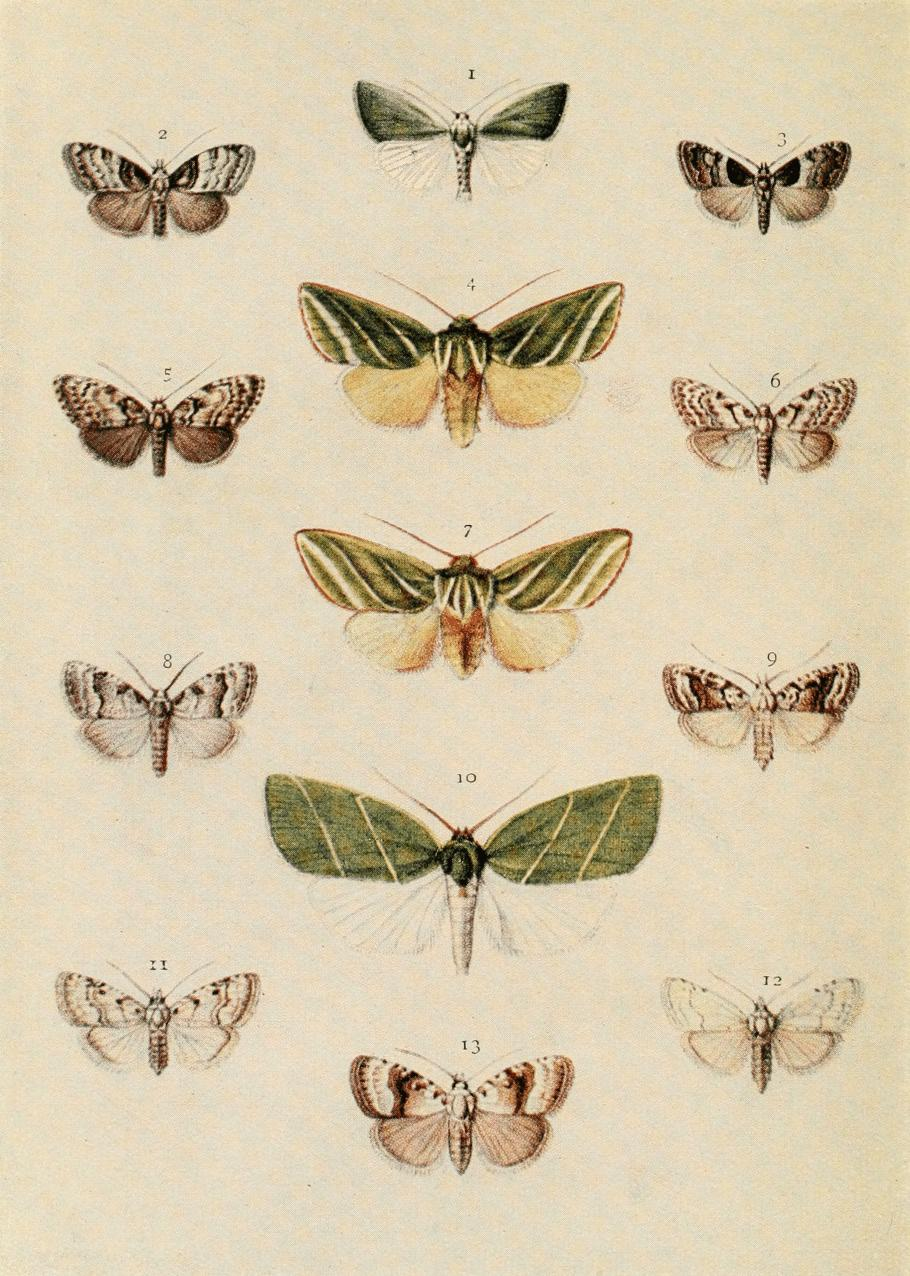
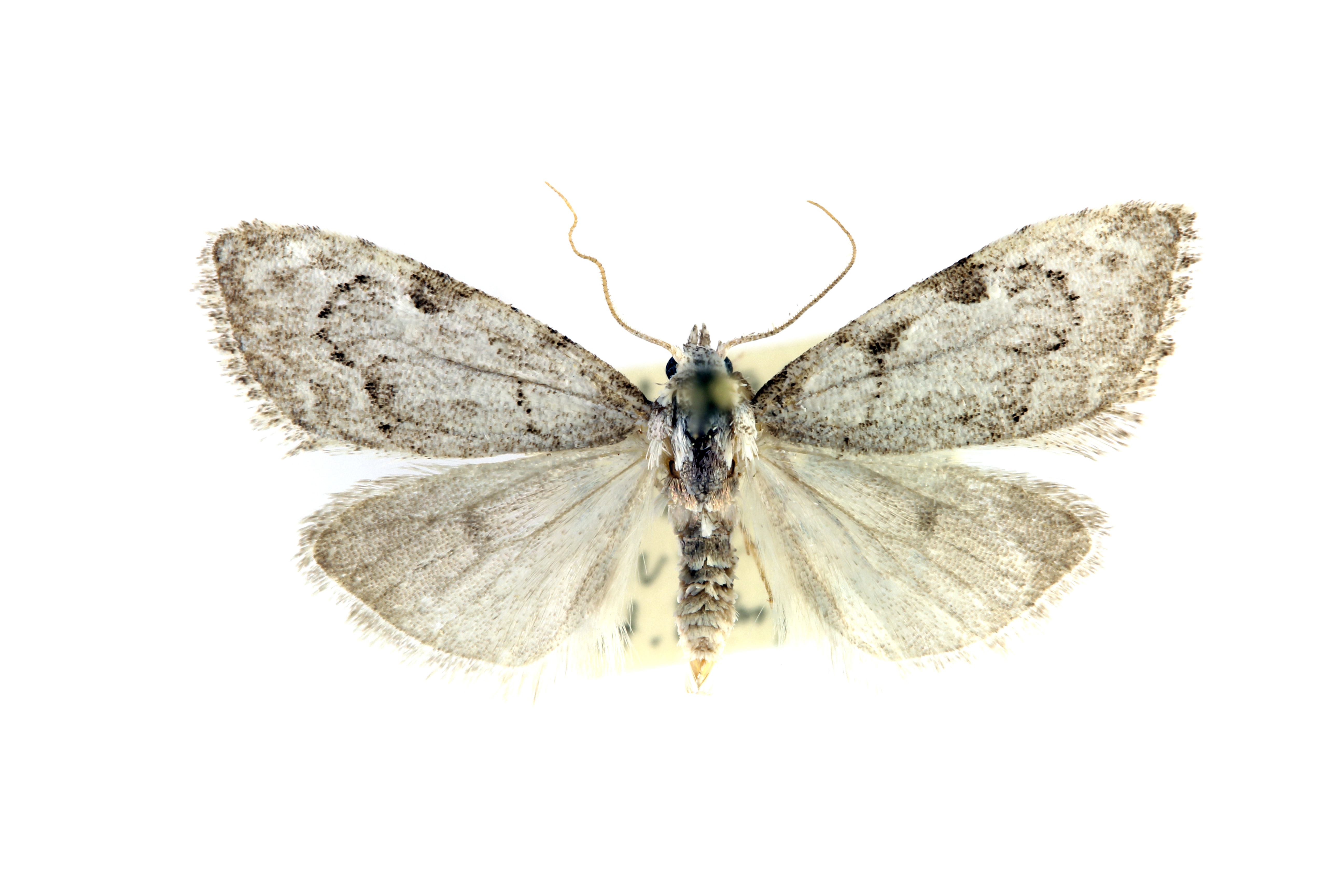
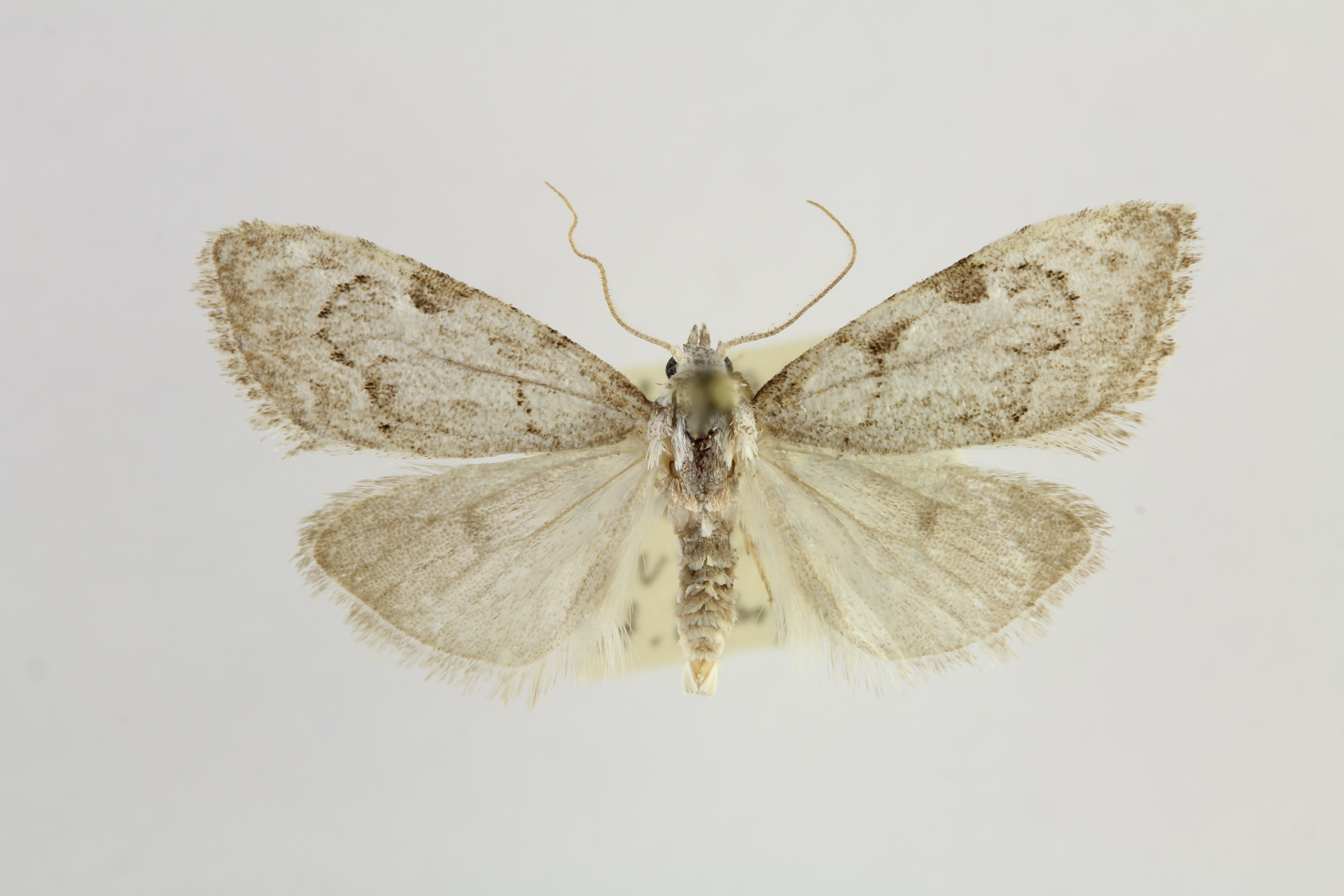